# Polski Związek Bojowy Niepodległość
Polski Związek Bojowy "Niepodległość" – polska wojskowa organizacja konspiracyjna, działająca od końca 1939 r. do końca 1944 r. na obszarze Pomorza Gdańskiego

## Historia
Utworzona została 11 listopada 1939 r. w Wejherowie z inicjatywy Franciszka Kühla. Na jej czele znajdowała się komenda, w skład której wchodzili komendant, szef wydziału organizacyjnego, szef wydziału wywiadowczego i skarbnik. W terenie występował podział na inspektoraty, obejmujące rejon Wejherowa, Gdyni, Kartuz, Kościerzyny, Grudziądza. Ogółem organizacja liczyła w 1941 r. ok. 400 członków. Prowadzono działalność w zakresie akcji zbrojnych (akcje zaopatrzeniowe oraz sabotażowo-dywersyjne), przygotowań do wystąpienia wojskowego i prowadzenia działań informacyjno-propagandowych (wydawanie ulotek i własnej gazetki podziemnej "Słowo Polskie" opartej na nasłuchu radiowym). Program PZB "Niepodległość" przewidywał m.in. sprawiedliwy ustrój przyszłej Polski, oparty na socjalizmie oraz uznanie rządu emigracyjnego w Londynie. W latach 1942–1944 była prowadzona współpraca z Tajną Organizacją Wojskową "Gryf Pomorski". Wiosną 1944 r. część jej członków przeszła do "Niepodległości".  Pierwsze aresztowania nastąpiły już w 1941 r., ale całkowita dekonspiracja nastąpiła latem 1944 r. Zapoczątkowało ją wykrycie przez Gestapo tajnej drukarni "Słowa Polskiego" w Gdyni. Niemcy znaleźli tam archiwum organizacji, w którym znajdował się m.in. statut PZB "Niepodległość", protokoły odpraw i imienna lista członków. Do końca 1944 r. aresztowano kierownictwo i większą część członków organizacji. 